# Vejrum Kirke (Struer Kommune)
 For alternative betydninger, se Vejrum Kirke. (Se også artikler, som begynder med Vejrum Kirke)
Vejrum Kirke ligger i Vejrum Kirkeby, ca. tre kilometer syd for Struer. Kirken er bygget af kampestenskvadre i 1100-tallet og rummer bl.a. en middelalderlig altertavle, der er fremstillet omkring 1450 i Nottingham i England.